# Robert Paragot
Pas d'image ? Cliquez ici
Piolets d'or
Robert Paragot (né le 3 juin 1927 à Bullion (Yvelines) et mort le 24 octobre 2019 à Jouy-en-Josas (Yvelines)) est un alpiniste français, qui s'est illustré sur de nombreuses ascensions.

## Biographie
Robert Paragot nait le 3 juin 1927 à Bullion dans le département des Yvelines.
Il s'est illustré pendant de longues années dans la forêt de Fontainebleau où il a ouvert plusieurs voies aujourd'hui célèbres, parmi lesquelles, au Cuvier, la Défroquée (une dalle en 6c) et la Joker, le premier 7a bloc en 1950. 
Robert Paragot a été président du Groupe de haute montagne (GHM) de 1965 à 1975, président du comité de l'Himalaya jusqu'en 1999 et président de la Fédération française de la montagne et de l'escalade (FFME) de 1997 à 1999. Fondateur de la revue Direct Cimes en 1996 et fondateur du prix Cristal décerné par la FFME, il est aussi coauteur de trois ouvrages sur la montagne. Il donne des conférences sur cette activité. En 2012, Robert Paragot reçoit une récompense majeure de l'alpinisme, le Piolet d'Or Carrière 2012. Il rejoint Walter Bonatti, Reinhold Messner et Doug Scott, lauréats des années précédentes.
Il meurt d'un cancer le 24 octobre 2019 à l'âge de 92 ans à son domicile de Jouy-en-Josas.

## Ascensions importantes
- 1950 - Face Nord des Drus (3 754 m).
- 1952 - Éperon Walker (voie Cassin) des Grandes Jorasses (4 208 m) avec les frères Lesueur et Edmond Denis.
- 1954 - Aconcagua (6 959 m), en Argentine, première de la très difficile face sud en compagnie de Lucien Bérardini, René Ferlet, A. Dagory, E. Denis, Pierre Lesueur et Guy Poulet. Cinq de ses compagnons durent subir diverses amputations de doigts et orteils.
- 1955 - Grand Capucin (3 838 m), en France, première de la face nord avec Lucien Bérardini.
- 1956 - Tour de Mustagh (7 273 m), au Pakistan, deuxième ascension en compagnie de A. Contamine, P. Keller, et Guido Magnone, seulement cinq jours après la première.
- 1962 - Jannu (7 710 m), au Népal, avec Paul Keller, Gyalzen Mitchung, René Desmaison, Lionel Terray, Jean Bouvier, André Bertrand, Jean Ravier, Yves Pollet-Villard, Wongdi, Pierre Leroux.
- 1966 - Huascarán (6 768 m), au Pérou, première ascension de la face nord en compagnie de Lucien Bérardini, Robert Jacob, Claude Jaccoux, Dominique Leprince-Ringuet, Georges Payot et Yannick Seigneur (le versant sud-ouest en est la voie normale).
- 23 mai 1971 : Makalu (8 463 m), sur la frontière tibéto-népalaise, ascension du pilier ouest avec, entre autres, Bernard Mellet, Yannick Seigneur et Lucien Bérardini. L'ascension est réalisée par l'itinéraire le plus difficile et dans des conditions météorologiques épouvantables[7].

## Ouvrages
- Makalu pilier Ouest en collaboration avec Yannick Seigneur, éd. Arthaud, Paris, 1972
- Vingt ans de cordée en collaboration avec Lucien Bérardini, éd. Flammarion, Paris, 1974 et éd. Arthaud, Paris, 1998, 215 p.  (ISBN 2-7003-1178-7)
- collaboration à Himalaya : l'épopée des expéditions françaises de l'Annapurna à nos jours de Claude Gardien, éd. Seyssinet, Paris, 2000, 143 p.  (ISBN 2-907781-15-4)
- Paris camp de base en collaboration avec Sophie Cuenot, éd. Guérin, Chamonix, 2010  (ISBN 9-782352-210412)
- quelques articles dans les Annales du GHM